# رود دون (انتاریو)
رود دون (به انگلیسی: Don River) یک رود و آب‌گذر در کانادا است که در انتاریو واقع شده‌است.